# Hansteen (cráter)
Hansteen es un cráter de impacto lunar que se encuentra cerca del borde sudoeste del Oceanus Procellarum. Al sureste se halla el cráter inundado de lava Billy. El borde de Hansteen presenta una forma algo poligonal, especialmente en su parte oriental. Presenta una serie de terrazas en el lado noroeste de la pared interna. El suelo interior contiene varias crestas, colinas y algunos surcos, muchos de los cuales son paralelos al borde exterior. Presenta una zona plana de material de menor albedo en la parte nordeste del interior.
Paralelo a la pared sudoeste exterior se halla un breve cañón denominado Rima Hansteen, una formación con una longitud de cerca de 25 kilómetros. Al sureste del cráter se eleva Mons Hansteen o Hansteen Alfa (α). Su forma es aproximadamente triangular y ocupa un área de cerca de 30 kilómetros a través del mar lunar. Este elemento es más reciente que el cráter de Hansteen, y se cree que puede ser una protuberancia de material volcánico.

## Cráteres satélite
Por convención estos elementos se identifican en los mapas lunares colocando la letra en el lado del punto central del cráter más cercano a Hansteen.
|          | \| Hansteen \| Coordenadas \| Diámetro \| \| -------- \| ------------------------------ \| -------- \| \| A \| 12°42′S 52°12′O / -12.7, -52.2 \| 6 km \| \| B \| 12°42′S 52°24′O / -12.7, -52.4 \| 6 km \| \| E \| 10°30′S 50°30′O / -10.5, -50.5 \| 28 km \| \| K \| 13°54′S 53°12′O / -13.9, -53.2 \| 3 km \| \| L \| 13°30′S 52°54′O / -13.5, -52.9 \| 3 km \| |          |
| Hansteen | Coordenadas | Diámetro |
| A        | 12°42′S 52°12′O / -12.7, -52.2 | 6 km     |
| B        | 12°42′S 52°24′O / -12.7, -52.4 | 6 km     |
| E        | 10°30′S 50°30′O / -10.5, -50.5 | 28 km    |
| K        | 13°54′S 53°12′O / -13.9, -53.2 | 3 km     |
| L        | 13°30′S 52°54′O / -13.5, -52.9 | 3 km     |